# Pjotr Wladimirowitsch Karpowitsch

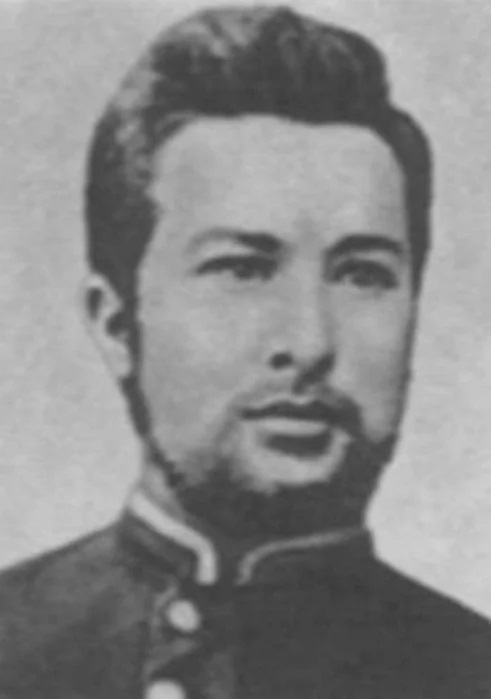
Pjotr Wladimirowitsch Karpowitsch um 1901

Pjotr Wladimirowitsch Karpowitsch (russisch Пётр Владимирович Карпович; * 3. Oktoberjul. / 15. Oktober 1874greg. in Gomel; † 31. Märzjul. / 13. April 1917greg. auf der Nordsee) war ein russischer Sozialrevolutionär, der während der Regentschaft Nikolaus II. den russischen Volksbildungsminister Bogolepow ermordete.

## Die Anfänge
Nach dem Besuch der Gymnasien in Gomel und Sluzk studierte Pjotr Karpowitsch 1895–1896 an der Universität Moskau und ab 1898 an der Kaiserlichen Universität Dorpat. Von der estnischen Universität wurde er 1899 nach der Teilnahme an einer Studentenerhebung relegiert. Während seiner Studienzeit propagierte Karpowitsch vor allem in seinem Geburtsort und in Neswisch die Revolution. Besonders in Gomel trat der SDAPR-Parteiarbeiter illegal als Verteiler marxistischer Literatur hervor. Verfolgt von der Polizei, floh er 1899 nach Deutschland und arbeitete, von den dorthin emigrierten russischen Sozialrevolutionären unterstützt, an seiner Ausbildung als Terrorist. Letzter Auslöser für Karpowitschs Rückkehr nach Russland mit terroristischer Absicht im Spätwinter 1901 war eine studentische Demonstration im Jahr 1900 an der Universität Kiew gewesen. 183 Kiewer Studenten waren daraufhin zur Strafe als Rekruten eingezogen worden. Karpowitsch kam Anfang Februar in Sankt Petersburg an.

## Das Attentat
Am 14.jul. / 27. Februar 1901greg. nutzte Karpowitsch eine Audienz in den Sankt Petersburger Diensträumen Bogolepows. Karpowitsch schoss auf den Minister. Im Genick getroffen, starb Bogolepow 16 Tage später im Krankenhaus an einer Sepsis.
Karpowitsch hatte keinen Fluchtversuch unternommen und war auf der Stelle verhaftet worden. Vor Gericht am 17. März 1901 in Sankt Petersburg zeigte er keinerlei Reue. Verurteilt zu zwanzig Jahren Zwangsarbeit, kam er zunächst nach Schlüsselburg und ab 1906 nach Nertschinsk/Region Transbaikalien in die Katorga Akatui. Dank einer Amnestie wurde Karpowitsch 1907 aus der Katorga zwecks Zwangsansiedlung entlassen. Letztere nutzte er sofort zur Flucht.

## Der Tod im Ausland
In Westeuropa trat Karpowitsch der Kampforganisation der Sozialrevolutionäre bei. Deren Attentatsversuch überlebte Nikolaus II. Im Jahr 1909 soll Karpowitsch nach Polizeiangaben unter Boris Sawinkow aktiv gewesen sein. Nach Jewno Asefs Verrat zog sich Karpowitsch aus der Kampforganisation zurück und ging nach England. In London freundete er sich mit Iwan Maiski an und arbeitete in einem Badehaus als Masseur.
Anlässlich der Februarrevolution 1917 zog es Karpowitsch in die Heimat. Doch sein Schiff, die britische Zara, wurde auf der Fahrt von London nach Trondheim am 13. April 1917 vom deutschen U-Boot U 30 unter dem Kommando von Kapitänleutnant Franz Grünert torpediert und ging in der Nordsee zwischen den Shetlands und Bergen unter.